# 液晶レンズ
液晶レンズ（えきしょうレンズ）は、 液晶を利用したレンズの一種。
液晶をレンズ状の空間に封入し、印加する電圧を調整すると、見かけ上の液晶の屈折率が変化する。同じ形状のレンズであっても、それを構成する材料の屈折率が変化すると、レンズの焦点距離が変化する。
カメラや望遠鏡など焦点距離調節機能を有する装置のレンズ系においては、多くの場合、複数のレンズを用い、それらの距離を変化させることによって焦点距離を変化させる。レンズの移動には、モータなどの機械機構が利用される。これに対し、機械要素を含まず、例えば電気信号のみの制御信号により、レンズの焦点距離を変化させられるレンズを可変焦点レンズと呼ぶ場合がある。液晶レンズはこの可変焦点レンズの一種である。